# Vesna Tadić Horaček
Vesna Tadić Horaček (djevojački Horaček) (22. kolovoza 1976.) je hrvatska rukometašica.
S hrvatskom seniorskom reprezentacijom osvojila je srebro na Mediteranskim igrama 1997. godine.